# Rahym Kurbanmämmedow
Rahym Erishanowiç Kurbanmämmedow, ros. Рахим Эрисханович Курбанмамедов, Rachim Erischanowicz Kurbanmamiedow (ur. 3 października 1963 w Aszchabadzie, Turkmeńska SRR) – turkmeński piłkarz, grający na pozycji obrońcy, trener piłkarski.

## Kariera piłkarska
W 1982 rozpoczął karierę piłkarską w klubie Kolhozçi Aszchabad. W 1985 występował w wojskowej drużynie Zwiezda Dżyzak, ale po pół roku wrócił do Kolhozçi, który potem zmienił nazwę na Köpetdag. Latem 1998 przeszedł do Nisy Aszchabad, w którym zakończył karierę piłkarza w roku 2000.

## Kariera trenerska
Po zakończeniu kariery piłkarza rozpoczął pracę szkoleniowca. W 2001 stał na czele klubu Nisa Aszchabad, którym kierował do 2004. Również we wrześniu 2002 roku został zaproszony do sztabu szkoleniowego narodowej reprezentacji Turkmenistanu, w którym najpierw pomagał trenować, a w październiku 2003 został mianowany na stanowisko selekcjonera kadry. W końcu 2004 podał się do dymisji, a w 2005 prowadził uzbecki Navbahor Namangan. 16 maja 2006 stał na czele Aşgabat FK, którym kierował do 2008 roku. Również od 2007 do marca 2009 szkolił reprezentację Turkmenistanu. W grudniu 2008 ponownie został zaproszony do Navbahor Namangan, ale już w lutym 2009 został mianowany na stanowisko dyrektora sportowego klubu. W 2010 opuścił uzbecki klub. Od 2011 do 2012 trenował Merw Mary, a w 2013 został głównym trenerem Balkanu Balkanabat, którym kierował do 2014. Również w styczniu 2014 po raz trzeci został zaproszony na stanowisko selekcjonera narodowej reprezentacji Turkmenistanu, ale w czerwcu 2014 został zwolniony. Na początku 2015 został mianowany na stanowisko głównego trenera Energetika Mary.

## Sukcesy i odznaczenia

### Sukcesy piłkarskie
Köpetdag Aszchabad
- wicemistrz strefy 9 Wtoroj ligi ZSRR: 1991
- mistrz Turkmenistanu: 1992, 1993, 1994, 1995, 1997/98
- wicemistrz Turkmenistanu: 1996
- zdobywca Pucharu Turkmenistanu: 1993, 1994, 1997
- finalista Pucharu Turkmenistanu: 1995

Nisa Aszchabad
- mistrz Turkmenistanu: 1999
- brązowy medalista Mistrzostw Turkmenistanu: 2000
- finalista Pucharu Turkmenistanu: 2000

### Sukcesy trenerskie
Nisa Aszchabad
- mistrz Turkmenistanu: 2001, 2003
- wicemistrz Turkmenistanu: 2002, 2004
- finalista Pucharu Turkmenistanu: 2003

Aşgabat FK
- mistrz Turkmenistanu: 2007, 2008
- brązowy medalista Mistrzostw Turkmenistanu: 2006
- zdobywca Superpucharu Turkmenistanu: 2007

Merw Mary
- wicemistrz Turkmenistanu: 2012

Balkan Balkanabat
- zdobywca Pucharu Prezydenta AFC: 2013
- wicemistrz Turkmenistanu: 2013
- finalista Superpucharu Turkmenistanu: 2013
- finalista Pucharu Turkmenistanu: 2014

### Odznaczenia
- tytuł Mistrza Sportu
- tytuł Zasłużonego Trenera Turkmenistanu